# Винчестер (Вирџинија)
Винчестер (енгл. Winchester) град је у америчкој савезној држави Вирџинији. Налази се у долини Шенандоа, 121 km западно од Вашингтона, а заузима површину од 24,2 km². По попису становништва из 2010. у њему је живело 26.203 становника. На подручју Винчестера и његове околине одиграо се велики број битака из Америчког грађанског рата.

## Географија
Винчестер се налази на надморској висини од 221 m.

## Демографија
Према попису становништва из 2010. у граду је живело 26.203 становника, што је 2.618 (11,1%) становника више него 2000. године.
|                   | 2010.           | 2000.           | 1990.           |
| Укупно            | 26 203 (100,0%) | 23 585 (100,0%) | 21 947 (100,0%) |
| Белци             | 18 085 (69,02%) | 18 724 (79,39%) | –               |
| Хиспаноамериканци | 4 041 (15,42%)  | 1 527 (6,474%)  | –               |
| Афроамериканци    | 2 864 (10,93%)  | 2 470 (10,47%)  | –               |
| Азијати           | 611 (2,332%)    | 375 (1,590%)    | –               |
| Остали            | 602 (2,297%)    | 489 (2,073%)    | –               |

| Година | Број становника |
| ------ | --------------- |
| 1900.  | 5.161           |
| 1910.  | 5.864           |
| 1920.  | 6.883           |
| 1930.  | 10.855          |
| 1940.  | 12.095          |
| 1950.  | 13.841          |
| 1960.  | 15.110          |
| 1970.  | 14.643          |
| 1980.  | 20.217          |
| 1990.  | 21.947          |
| 2000.  | 23.585          |
| 2010.  | 26.203          |

## Градови побратими
- Амбато
- Винчестер